# Jorge Amado
Jorge Amado född 10 augusti 1912 i Ilhéus, Bahia, död 6 augusti 2001 i Salvador de Bahia, var en brasiliansk författare och journalist.
Amado var kommunist och satt flera gånger i fängelse och gick i exil men lyckades också komma in i parlamentet som representant för kommunisterna.
Bland hans tidiga verk märks Mar morto (1935), Terras do sem fim (1942), São Jorge dos Ilhéus (1944) och Seara vermelha (1946). Bland hans senare produktion märks de mycket populära Gabriela, cravo e canela (1958), som 1984 filmades för TV i 132 avsnitt, samt Dona Flor e seus dois maridos (1966), som kom i filmversion av Bruno Barreto 1976.